# Vinca-alcaloïde
Les vinca-alcaloïdes sont une classe importante d'agents anticancéreux. Ils représentent la plus ancienne famille d'agents ciblant les microtubules. Ils sont des alcaloïdes isolés de différentes pervenches tropicales, surtout le Catharanthus roseus (appelé auparavant Vinca rosea).
Ce sont des molécules hétérodimériques associant une unité catharanthine (avec un noyau indolique) et une unité vindoline (avec un noyau dihydro-indolique).
Ce sont des poisons du fuseau.
La vinblastine et la vincristine sont extraites directement des pervenches tropicales. Il existe également des dérivés obtenus par hémisynthèse, comme la vindésine la vinorelbine et la vinflunine (en).

## Historique
Les premiers vinca-alcaloïdes, la vinblastine et la vincristine, ont été isolés à partir des feuilles de la pervenche de Madagascar Catharantus roseus (L.) G. Don. Les feuilles de la pervenche étaient utilisées pour leurs propriétés antidiabétiques dans la médecine traditionnelle depuis le XVIIe siècle. Leur potentiel antitumoral n’a été mis en évidence qu’à la fin des années 50, par deux équipes : l’équipe de Noble à l’Université d’Ontario d’Ouest et l’équipe de Svoboda et Johnson des laboratoires Eli Lilly.
Depuis leurs premiers essais en clinique dans les années 60, la vinblastine et la vincristine ont été largement utilisées en chimiothérapie anticancéreuse. Elles ont été longtemps considérées comme des «médicaments miracles» en raison de leur succès dans le traitement de la leucémie infantile.
La chimiste indienne Asima Chatterjee est renommée pour ses travaux sur les vinca-alcaloïdes.